# سيدادي فيلها
سيدادي فيلها (بالبرتغالية تعني المدينة القديمة) تقع في مدينة كرولي والتي تبعد 15 كم عن برايا في جزيرة سانتيغو. وهي أول مستوطنة في الرأس الأخضر وكانت كعاصمة للرأس الأخضر، ثم دعيت فيما بعد باسم ريبيرا غراند ومالبث أن غير الاسم إلى سيدادي فيلها لعدم خدوث خلط مع مدينة بنفس الاسم على جزيرة أخرى. وفيها مقر بلدية ريبيرت جراند دي سانتيغو. وكانت أول مستعمرة أوروبية في المناطق المدارية. ولا تزال محتفظة ببعض من أبنيتها الأساسية وتحوي على كنيستين وقصر ملكي

## التاريخ
سميت المدينة بعد اكتشاف الجزيرة باسم ريبيرا غراند بواسطة أنطونيو دي نولي. وأصبحت المدينة في 1462 و 1466، ميناءً هاماً لتجارة العبيد من غينيا بيساو وسيراليون والبرازيل ومنطقة البحر الكاريبي. وقد جعلت تجارة العبيد مدينة سيدادي فيلها ثاني أغنى مدينة في الإمبراطورية البرتغالية.
وقد أرسى في ميناء سيدادي فيلها أثنين من أشهر البحارة وهما فاسكو دا غاما في سنة 1497 في طريقه إلى الهند وكريستوفر كولومبوس سنة 1498 أثناء رحلته الثالثة إلى أمريكا.
كما تحوي المدينة أقدم كنيسة في المستعمرات الأوربية والتي شيدت سنة 1495. كما شيد حصن سنة 1590 للدفاع عنها ضد الهجمات الفرنسية والبريطانية وقد وقعت تحت سيطرة القراصنة الفرنسيين سنة 1712 ونقلت العاصمة إلى بريا سنة 1771.

## المناخ
يظهر الجدول التالي التغييرات المناخية على مدار السنة لسيدادي فيلها:
| البيانات المناخية لـسيدادي فيلها  | البيانات المناخية لـسيدادي فيلها | البيانات المناخية لـسيدادي فيلها | البيانات المناخية لـسيدادي فيلها | البيانات المناخية لـسيدادي فيلها | البيانات المناخية لـسيدادي فيلها | البيانات المناخية لـسيدادي فيلها | البيانات المناخية لـسيدادي فيلها | البيانات المناخية لـسيدادي فيلها | البيانات المناخية لـسيدادي فيلها | البيانات المناخية لـسيدادي فيلها | البيانات المناخية لـسيدادي فيلها | البيانات المناخية لـسيدادي فيلها | البيانات المناخية لـسيدادي فيلها |
| الشهر                             | يناير                            | فبراير                           | مارس                             | أبريل                            | مايو                             | يونيو                            | يوليو                            | أغسطس                            | سبتمبر                           | أكتوبر                           | نوفمبر                           | ديسمبر                           | المعدل السنوي                    |
| --------------------------------- | -------------------------------- | -------------------------------- | -------------------------------- | -------------------------------- | -------------------------------- | -------------------------------- | -------------------------------- | -------------------------------- | -------------------------------- | -------------------------------- | -------------------------------- | -------------------------------- | -------------------------------- |
| متوسط درجة الحرارة الكبرى °م (°ف) | 26.7 (80.1)                      | 27.2 (81.0)                      | 27.9 (82.2)                      | 28.3 (82.9)                      | 28.5 (83.3)                      | 29.6 (85.3)                      | 29.4 (84.9)                      | 30 (86)                          | 30.6 (87.1)                      | 31 (88)                          | 29.7 (85.5)                      | 27.3 (81.1)                      | 28.9 (84.0)                      |
| متوسط درجة الحرارة الصغرى °م (°ف) | 19.4 (66.9)                      | 19.2 (66.6)                      | 19.7 (67.5)                      | 20.1 (68.2)                      | 21 (70)                          | 21.8 (71.2)                      | 22.5 (72.5)                      | 23.7 (74.7)                      | 23.9 (75.0)                      | 25 (77)                          | 22.3 (72.1)                      | 20.8 (69.4)                      | 21.6 (70.9)                      |
| معدل هطول الأمطار مم (إنش)        | 2 (0.1)                          | 2 (0.1)                          | 0 (0)                            | 0 (0)                            | 0 (0)                            | 0 (0)                            | 7 (0.3)                          | 50 (2.0)                         | 90 (3.5)                         | 40 (1.6)                         | 9 (0.4)                          | 1 (0.0)                          | 201 (8)                          |
| المصدر: climate-data.org          |                                  |                                  |                                  |                                  |                                  |                                  |                                  |                                  |                                  |                                  |                                  |                                  |                                  |

## معرض صور

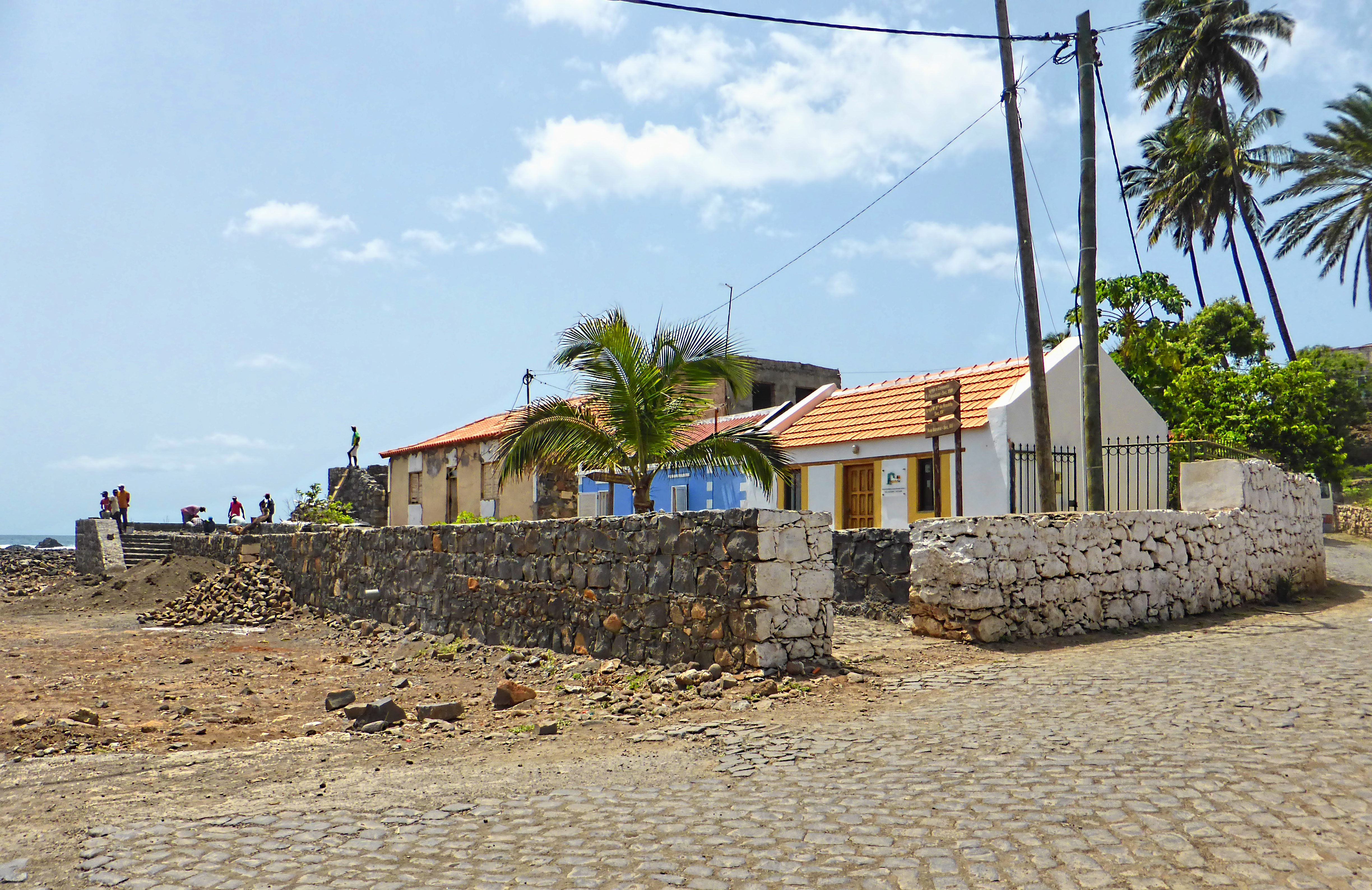
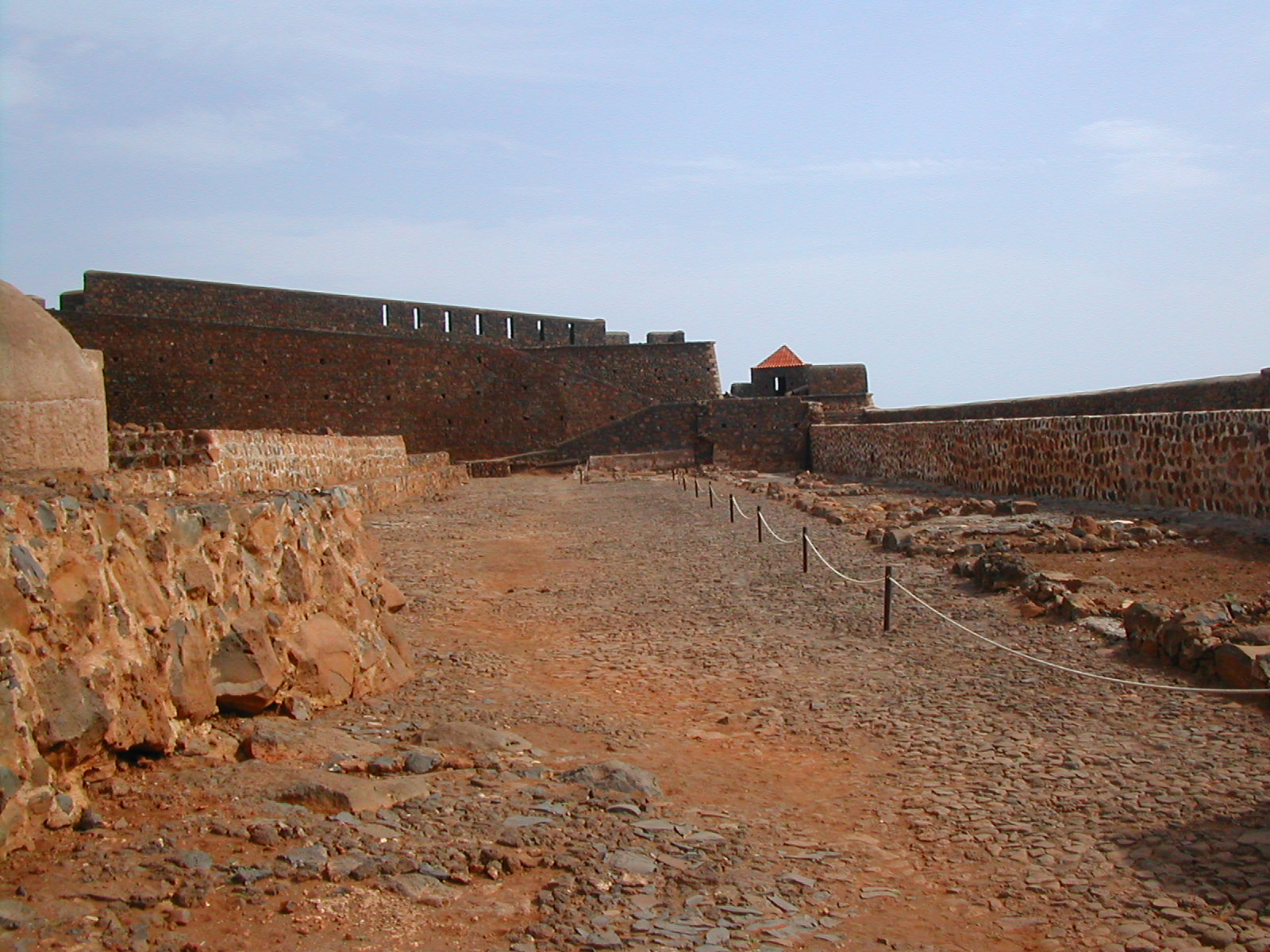
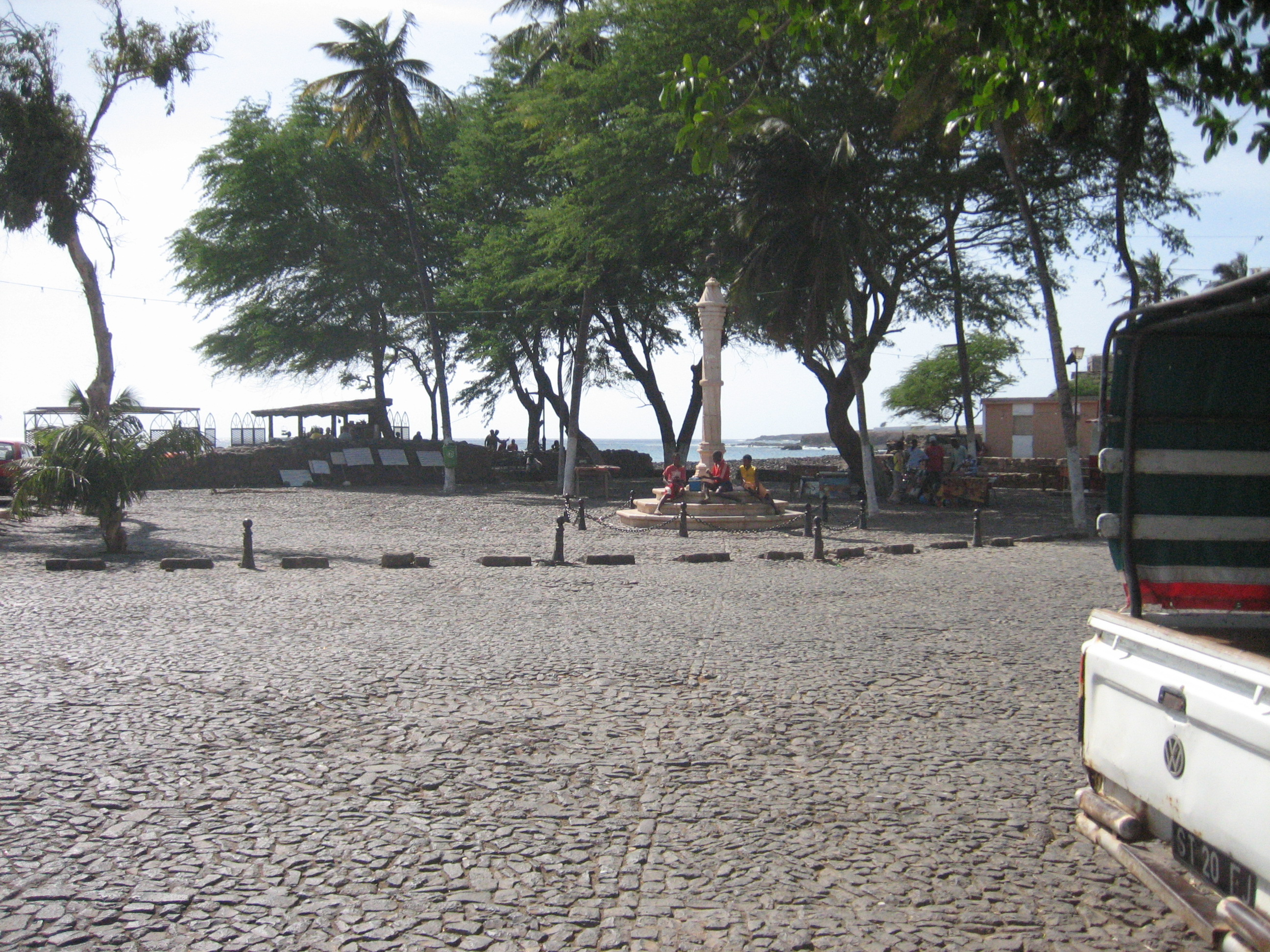
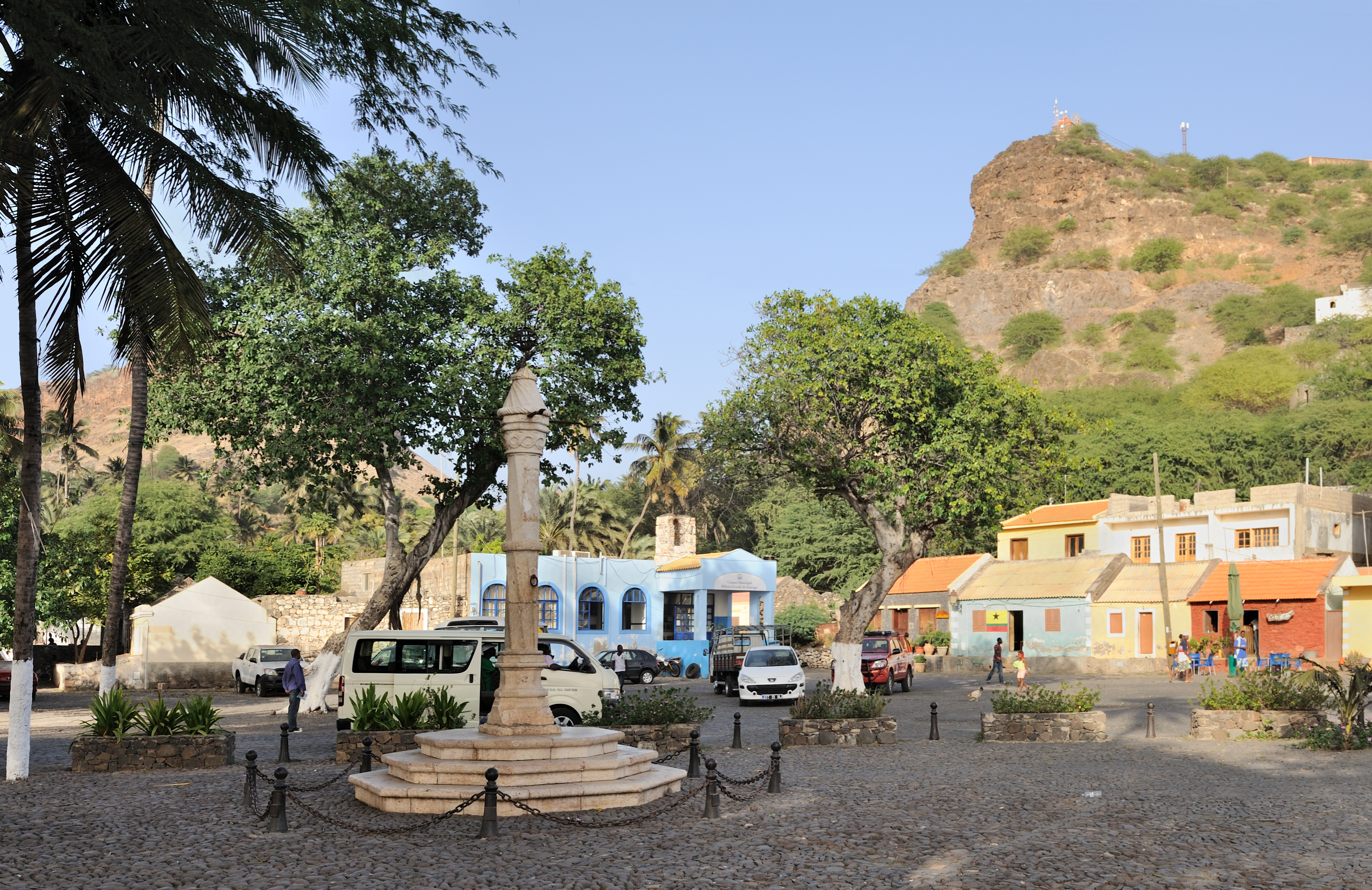
ساحة سيداد فيلها بيلورينهو
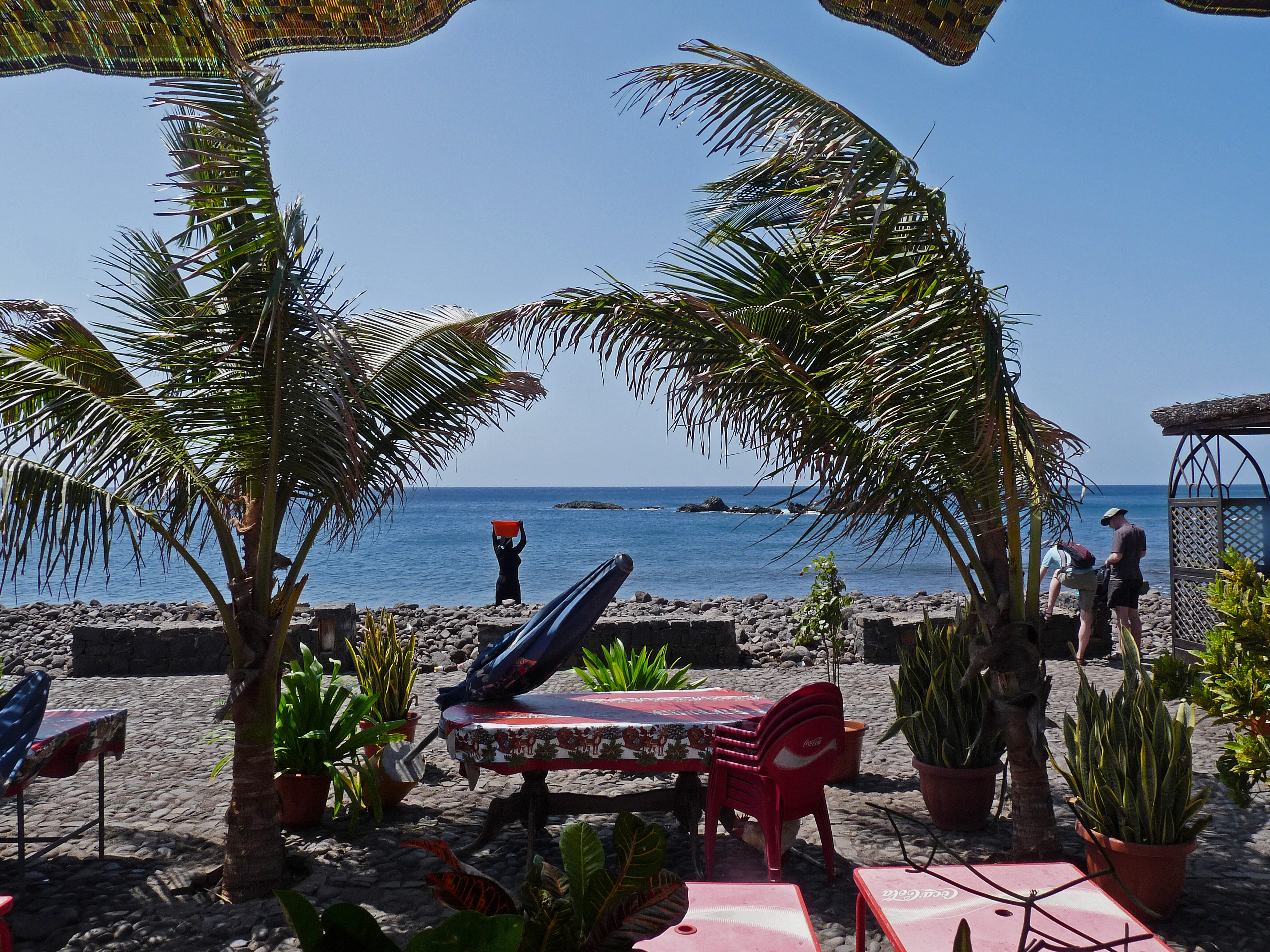
مطعم في المدينة